# Сент-Илер-ан-Линьер
Сент-Иле́р-ан-Линье́р (фр. Saint-Hilaire-en-Lignières) — коммуна во Франции, находится в регионе Центр. Департамент — Шер. Входит в состав кантона Линьер. Округ коммуны — Сент-Аман-Монтрон.
Код INSEE коммуны — 18216.

## География
Коммуна расположена приблизительно в 240 км к югу от Парижа, в 135 км южнее Орлеана, в 45 км к юго-западу от Буржа.
По территории коммуны протекает небольшая река Арнон.

## Население
Население коммуны на 2008 год составляло 511 человек.
| 1962 | 1968 | 1975 | 1982 | 1990 | 1999 | 2008 |
| ---- | ---- | ---- | ---- | ---- | ---- | ---- |
| 703  | 785  | 650  | 572  | 534  | 523  | 511  |

## Экономика
В 2007 году среди 326 человек в трудоспособном возрасте (15-64 лет) 207 были экономически активными, 119 — неактивными (показатель активности — 63,5 %, в 1999 году было 65,7 %). Из 207 активных работали 189 человек (109 мужчин и 80 женщин), безработных было 18 (10 мужчин и 8 женщин). Среди 119 неактивных 21 человек были учениками или студентами, 59 — пенсионерами, 39 были неактивными по другим причинам.

## Достопримечательности
- Церковь Сент-Илер[фр.] (XII век). Исторический памятник с 1912 года[3]
  - Дарохранительница (XVII век). Исторический памятник с 1913 года[4]
- Замок Пле[фр.] (XV век). Исторический памятник с 1995 года[5]

## Фотогалерея

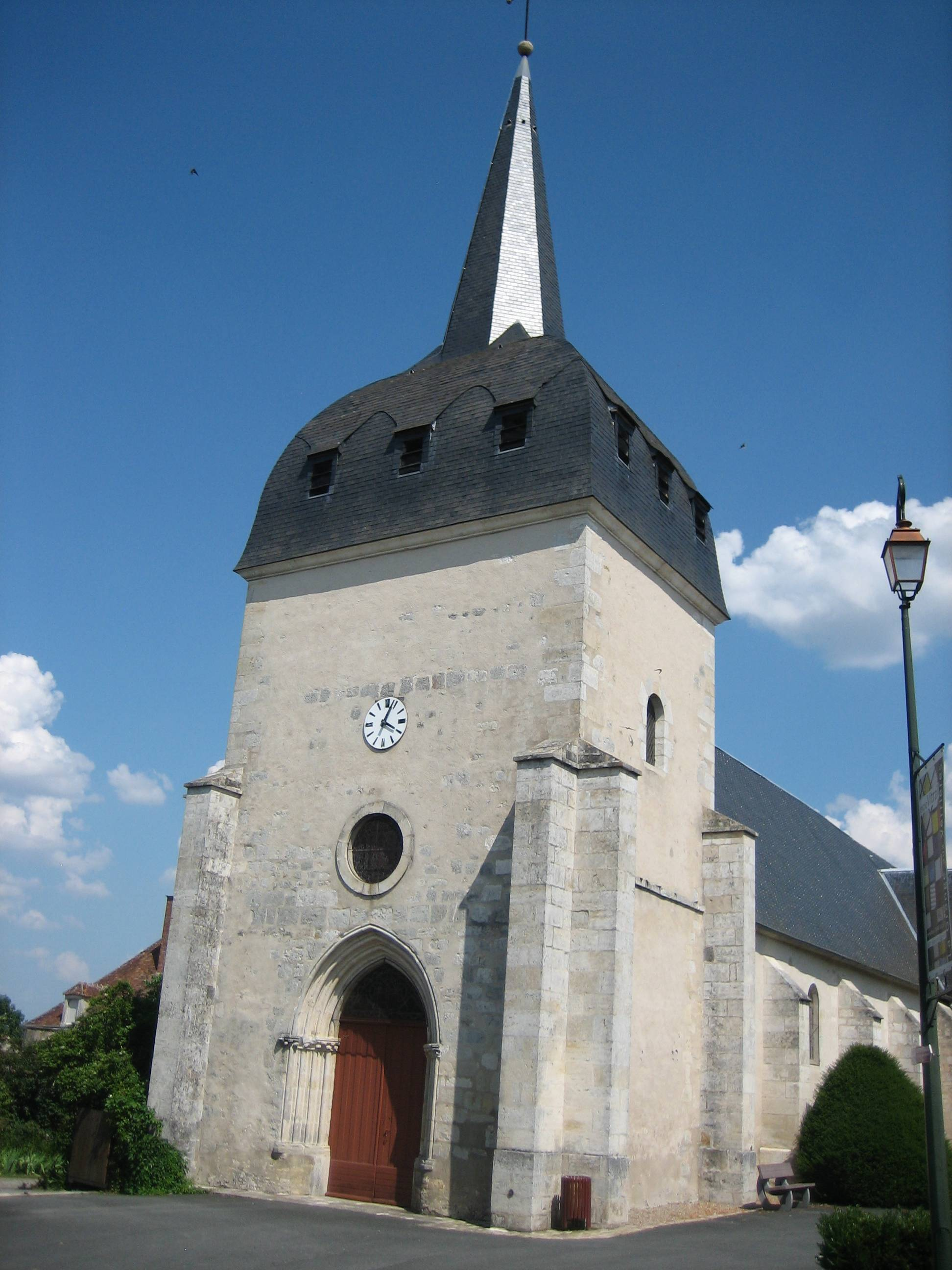
Церковь Сент-Илер
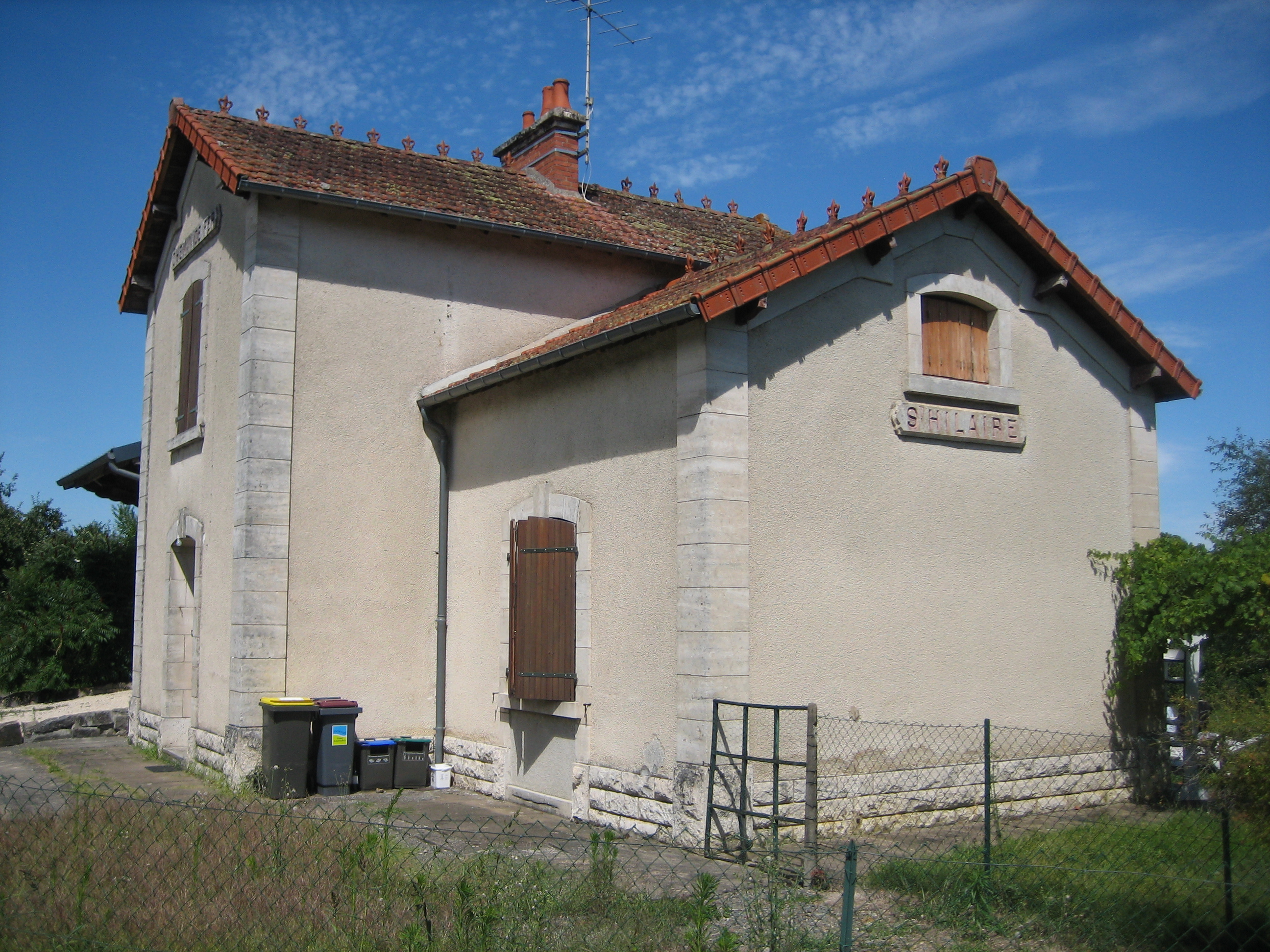
Вокзал
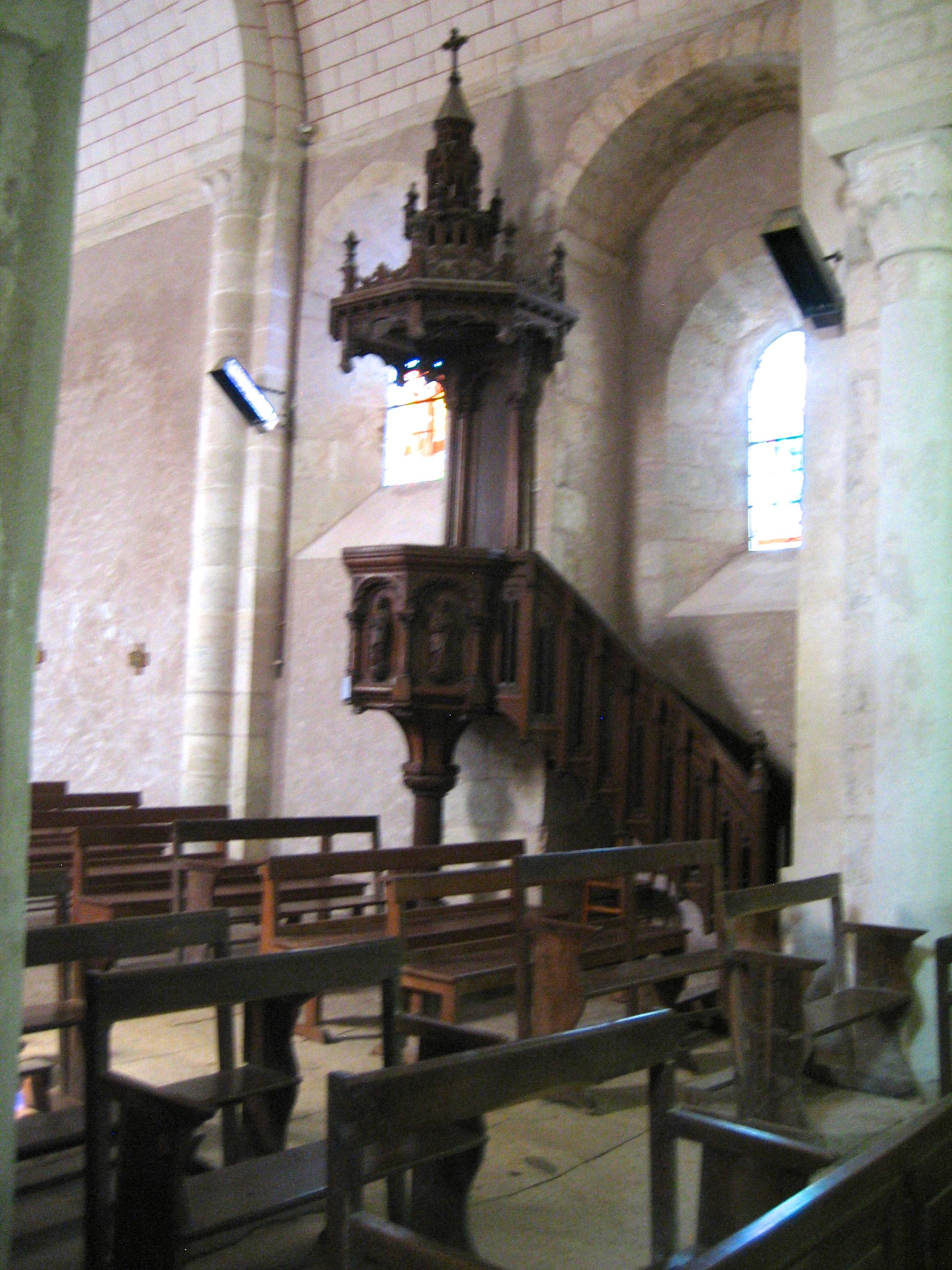
Интерьер церкви Сент-Илер